# Scrisoarea III
„Scrisoarea III” este o poezie scrisă de Mihai Eminescu, publicată pentru prima oară pe 1 mai 1881 în revista Convorbiri literare. 
Poezia este structurată pe două părți: prima parte reprezintă trecutul glorios al ostașilor români în contrast cu falsul patriotism al contemporanilor. Partea a doua este o satiră la adresa societății contemporane poetului și a lipsei de patriotism al contemporanilor.
Tema poemului este demascarea falsului patriotism al contemporanilor în contrast cu vitejia ostașilor români din trecut. Poemul este o reprezentare epică a Bătăliei de la Rovine. Personajul principal din poezie este Mircea cel Bătrân.